# Half-Life 2: Episode Two
Half-Life 2: Episode Two (estilizado como HλLF-LIFE2: EPISODE TWO) é a segunda parte de uma trilogia de expansões para o jogo de tiro em primeira pessoa da Valve Corporation para PC, Half-Life 2. O Episode Two foi lançado no dia 10 de outubro de 2007 em versões para PC, PlayStation 3 e Xbox 360.
O jogo de tiro multiplayer "Team Fortress 2" e o quebra-cabeças "Portal" foram lançados juntamente com o segundo episódio. Naturalmente, os usuários de PC poderão baixar o jogo via Steam, enquanto a versão convencional (leia-se "em caixinha"), intitulada "The Orange Box", será distribuída pela Electronic Arts para as três plataformas - vale lembrar que o pacote inclui ainda "Episode One" e o original "Half-Life 2".
A jogabilidade do Episode Two consiste em ambientes expansivos, viagens e jogo linear reduzido, continuando a política da Valve de orientar cada episódio em torno de um tema ou conjunto de tecnologias em particular. Após os eventos finais do Episode One, são vistos Gordon Freeman e os outros personagens principais da série se afastando da City 17 para a zona rural circundante.
A versão de varejo foi lançada em 10 de outubro de 2007, na América do Norte e Rússia para o Windows e Xbox 360 da Microsoft após repetidos atrasos. A versão para o PlayStation 3 seria lançada "cerca de duas ou três semanas depois", como foi produzido separadamente no estúdio da Electronic Arts UK, de acordo com o diretor de marketing da Valve, Doug Lombardi. Esta versão foi ainda mais atrasada. Para o resto do mundo, a data de lançamento foi 18 de outubro. A versão Steam foi lançada mundialmente em 10 de outubro de 2007.

## História
De volta às arriscadas investidas de Gordon e Alyx para salvar o mundo, o jogo começa aonde o Episode One encerrou: em um trem em direção a White Forest, aonde se localiza a principal base da resistência humana. Após a explosão do reator do portal dos Combine, o planeta enfrenta a devastação de tempestades de portais e a City 17 está destruída e inabitável. O jogo também dá a introdução a um novo tipo de inimigo, o Hunter (Caçador) que é um pouco maior que um humanoide. E quando um deles fere Alyx gravemente, cabe então a Gordon, com a ajuda de vortigaunts aliados, salvá-la. Dado o desafio de escapar de uma colônia inteira de formigas-leão, os antlions vistos no primeiro jogo (mostrando também duas novas formas da espécie, as antlion workers, que atacam atirando esporos tóxicos, e os "suculentos" e luminosos vermes), eles conseguem um extrato de larvas que pode salvar Alyx depois de fugir do Antlion Guardian venenoso, e levá-lo para ela. Enquanto eles realizam o ritual de cura, aparece G-Man, que fala que estava esperando que algo mantivesse os vortigauns ocupados. Ele explica que houve um tempo em que os vortigaunts não se importavam com Alyx quando a única experiência deles com a humanidade era um pé-de-cabra vindo na sua direção num corredor de ferro e que quando a retirou da Black Mesa, enfrentou muitas objeções, por ela ser somente uma criança na época e sem uso prático para ninguém, mas que ele sabia que ela valia muito mais do que só na aparição. Ele pede para que Gordon leve-a para a base de White Forest em segurança e fala para Alyx enquanto ela está inconsciente, para que quando encontrar seu pai, dizer para ele: "Prepare-se para consequências imprevistas". Depois de Alyx ser curada, eles vão para a superfície e veem um enorme pelotão dos Combine atravessando uma ponte. O vortigaunt diz que eles rumam para o norte, na direção de White Forest, e que há um veículo esperando por Gordon e Alyx em um local próximo, e este os levaria a White Forest na frente dos Combine. Mas, para chegar ao veículo, eles precisam enfrentar dois Antlion Guardian.
No local, Gordon acha o veículo que é uma espécie de junção de um carro com alguns restos de outro carro antigo. Ele e Alyx partem para a base da resistência da qual planejam uma forma de conter a explosão do portal dos Combine e salvar a Terra. Durante a viagem, Gordon e Alyx se encontram com seres alienígenas que parecem vermes grandes e usam poderes telecinéticos, os Advisors (Conselheiros), e que possuem um tentáculo com cerca de um metro de comprimento que serve para atravessar corpos enquanto eles estão imobilizados, destruindo a coluna vertebral dos mesmos. Há também a introdução de um dispositivo explosivo especialmente feito para destruir os Striders criado pelo Dr. Arne Magnusson (que aparece pela primeira vez na história do jogo), que está trabalhando com Dr. Isaac Kleiner e com Eli Vance na construção de um foguete que seria capaz de destruir a reação em cadeia dos portais e fechá-los de uma vez. Dog está também presente nesse jogo, numa curta porém importante participação.
No final do jogo, Gordon luta contra dúzias de Striders para impedi-los de se aproximar do foguete, que depois é lançado e consegue selar o portal. Alyx conseguiu reparar um helicóptero dos Combine e planeja usá-lo para resgatar a Dra. Mossman a pedido de Eli, mas, antes que eles embarquem na aeronave, a base da resistência é invadida por dois Advisors que foram vistos no caminho de White Forest, e estes matam Eli em uma cena bastante chocante (e só não matam Gordon e Alyx porque Dog os ataca). O interessante é que Eli também conhecia G-Man e sempre o mencionava como um "amigo mútuo" e dizia que ele e Gordon precisavam conversar. A história então toma outro rumo quando descobrem, através de dados roubados da City 17 no Episode One por Alyx, o Borealis, uma espécie de navio (da empresa Aperture Science, onde seu complexo foi apresentado no jogo Portal) considerado uma lenda por não saber ao certo se ele ainda existia ou não, fruto de pesquisas de um arquivo conseguido na cidadela dos Combine, do qual Kleiner insistia em usá-lo mas Eli discordava e dizia que o navio precisava ser destruído para não cair em mãos erradas (ele, inclusive, instrui Gordon e Alyx para fazê-lo, antes de ser morto). As respostas e o futuro dos heróis só iriam dar as caras em Episode Three; no entanto, tal jogo ainda não tem quaisquer previsões de lançamento.

## Recepção
O jogo teve uma pontuação média de 90,68%, com base em 22 opiniões sobre o agregador de revisão GameRankings. No Metacritic, o jogo teve uma pontuação média de 90 de 100, com base em 21 avaliações.
Dan Adams, da IGN, avaliaram o jogo com 9.4 em 10, e elogiou seus gráficos melhorados e ambientes expansivos, mas citou a curta duração de seis horas como uma desvantagem. Ele disse: "De qualquer jeito que você olhar para ele, o Episode Two destaca-se, mesmo entre a série Half-Life, como algo especial ... uma experiência corpulenta, embalada em cerca de seis horas ou mais, que oferece toda a diversidade, nível de design, e jogabilidade pensativa que conhecemos enquanto certifica-se de impulsionar a história pra frente e nos deixar querendo mais. " Bit-tech.net premiou o jogo com nota máxima de 10, citando a aprovação de como a história se transforma, e a introdução de histórias paralelas e novos personagens. 1UP.com elogiou o jogo, lembrando que "toda a experiência de cinco horas" era "vívid, emocionalmente envolvente, e praticamente insuperável." PC Gamer UK também aplaudiu o Episode Two, observando que "é o mais sumtuouso capítulo da saga Half-Life." The New York Times gostou da jogabilidade, dizendo "As batalhas no Episode 2 de Half-Life 2 requerem engenhosidade e reflexos rápidos."
Computer and Video Games comentou sobre os gráficos do jogo, dizendo que, embora a engine do jogo estivesse "começando a envelhecer", sua "maravilhoso design de arte, e singular bocado de spit-shine técnico garantem que Episode Two [...] não perde nenhum dos seus fatores "uau"" Eles também perceberam que o jogo "conserta um monte de reclamações miúdas que tínhamos sobre o Episode One," e especialmente aplaudimos as florestas abertas e montanhas rochosas de' Episode Two.
Vários revisores observaram deficiências. The New York Times comentou sobre a história de Episode Two, acrescentando que " Embora semeie algumas sementes para o episódio final da trilogia, o jogo não tem a força motriz do episódio anterior."  GameSpy criticou o jogo, dizendo que era "um pouco mais inconsistente que seus predecessores," e que os segmentos de abertura do jogo eram "as partes mais fracas".